# Розенберг, Скотт
Скотт Розенберг (англ. Scott Rosenberg; род. 24 апреля 1963) — американский актёр, сценарист и продюсер.

## Жизнь и карьера
Розенберг родился в небольшом пригороде Бостона Нидеме, Массачусетс. После окончания средней школы в 1981 году, он учился в Бостонском университете, где получил степень бакалавра в 1985 году. Диплом магистра Скотт получил в Калифорнийском университете. Здесь в Лос-Анджелесе он и начал писать сценарии.
Его первыми заметными работами в качестве сценариста стали «Байки из склепа» и «Чем заняться мертвецу в Денвере».
Уже вернувшись в Нидем, по поводу своего следующего сценария Розенберг вспоминал:
Это была худшая зима в городишке. Снегоуборочная техника вовсю пашет..., а я просто устал писать эти [сценарии] для фильмов, где в людей стреляют и убивают. Так что я сказал: «В моём же родном городе много чего происходит с моими же друзьями -   осознание необратимости подступающего тридцатилетия или как справляться с обязательствами» — всё это и стало «Красивыми девушками».
В этом фильме главные роли исполнили Тимоти Хаттон, Мэтт Диллон и Ума Турман.
Другие фильмы по его сценариям: «Воздушная тюрьма», «Фанатик», «Угнать за 60 секунд».
Во время производства фильма «Скрытая угроза» в апреле 2001 года, Розенберг был арестован вместе с актёром Винсом Воном после пьяной драки в Уилмингтоне, Северной Каролине. Драка вспыхнула в Firebelly Lounge, где актёра Стива Бушеми ножом ударили по лицу, горлу и руке.

## Фильмография
- «Байки из склепа» / Tales from the Crypt (1989—1996) (ТВ)
- «Чем заняться мертвецу в Денвере» / Things to Do in Denver When You’re Dead (1995)
- «Красивые девушки» / Beautiful Girls (1996)
- «Воздушная тюрьма» / Con Air (1997)
- «Непристойное поведение» / Disturbing Behavior (1998)
- «Армагеддон» / Armageddon (1998) (в титрах не указан)
- «Генеральская дочь» / The General’s Daughter (1999) (в титрах не указан)
- «Угнать за 60 секунд» / Gone in 60 Seconds (2000)
- «Фанатик» / High Fidelity (вместе с Д. В. ДеВинсентисом, Стивом Пинком и Джоном Кьюсаком) (2000)
- «Скрытая угроза» / Domestic Disturbance (2001) (в титрах не указан)
- «Пришелец» / Impostor (2001)
- «Шоссе» / Highway (2002)
- «Человек-паук» / Spider-Man (2002) (в титрах не указан)
- «Кенгуру Джекпот» / Kangaroo Jack (2003)
- «Дорога в осень» / October Road (2007—2009) (ТВ) (также создатель)
- «Жизнь на Марсе» / Life on Mars (2009) (ТВ)
- «Счастливый город» / Happy Town (2010) (ТВ) (также создатель)
- «Джуманджи: Зов джунглей» / Jumanji: Welcome to the Jungle (2017)
- «Веном» / Venom (2018)
- «Джуманджи: Новый уровень» / Jumanji: The Next Level (2019)